# 范杲
范杲（938年—993年），字師回，北宋宋太宗趙炅年間任右諫議大夫、知制誥及永興軍路安撫使，年五十六歲。其父范正為青州從事，其從父范質為後周及北宋兩朝宰相，岳丈劉溫叟，同母兄范晞，另有兩子皆為北宋官員，而其中一人范坦為進士。

## 生平
范杲自幼喪父，其從父范質視范杲為親子。范杲志向學習，與姑臧李均及汾陽郭昱齊名，文章深僻難曉，後輩多羡慕仿效。以蔭補太廟齋郎入官場，再遷國子四門博士。
太平興國四年（即公元979年）趙炅打敗北漢，收復河東旋歸，范杲叩馬進詩「千里版圖來浙右，一聲金鼓下河東。」。此舉令趙炅愛嘆不已，因而增范杲俸祿及賜予章服。
范杲曾攜同自己的文章拜見陶穀及竇儀，兩人都稱讚范杲之文采，更著范杲舉進士，及至秋試，有人上書認為范杲身為閥閱之家不應與寒士爭科第，所以令到范杲不應舉。
另外范杲亦因為幼時攜同自己的文章作為見面禮送給劉溫叟，而得到劉溫叟讚賞，更將女兒許配給范杲。
之後升遷為著作佐郎，出任許鄧兩州從事，但因事免去。太平興國初年，遷為著作郎及史館直學士，歷右拾遺及左補闕。趙炅雍熙二年（即公元985年），任貢舉同知。未幾上書自言其才可比東方朔，求重用，用以觀察效果，因而得到趙炅提拔擢升為知制誥。
趙炅任命范杲與翰林學士蘇易簡、中書舍人王祐及同為知制誥之宋湜與宋白等人接續編修《文苑英華》，至雍熙三年完成。
范杲有一生性吝嗇同母兄長范晞，曾為興元少尹，但放棄官位而居於京兆府，范晞頗能增值財富，身家已累積鉅萬，但未嘗分給故舊親戚。到雍熙四年，范杲因家貧，已經欠人錢數百萬，有來自長安親故告知范杲，范晞已經不再吝嗇財物，更加揮金無數。范杲得知後非常高興，因而上言因兄長年紀漸老，希望出守主管京兆府以便照顧兄長，而趙炅亦順從其請，改范杲為工部郎中及京兆府知府，罷去知制誥。但到范杲到達京兆府上任才真正得知范晞吝嗇如故，更屢次以不法事干擾公府，令范杲非常後悔。范杲在京兆府任職多年，但不善治理。當時有賊黨劉渥在屬縣搶劫掠奪，吏卒每每解散奔走，而范杲就都十分擔心害怕，幾乎變成狂惑病。之後轉往壽州作知州，上言認為自己世代史官，希望秉承，及完成國朝大典。趙炅亦順其意召為史館修撰。
淳化二年（即公元991年），趙炅御製「獨飛大鵝」、「大海求明珠」兩棋局，展示予三館學士，但全都不明所以，趙炅就召中使裴愈教授要點，范杲等之後都相繼上表稱謝。
同年十一月，因時為翰林學士之宋白降職遷往鄜州，范杲接連致書宰相李昉，求入翰林院為學士，而獲李昉屢次開解。未幾，趙炅賜牌匾「玉堂」予翰林院，范杲即呈上《玉堂記》請求備職。趙炅厭惡范杲過於急進，因而將范杲改為右諫議大夫出使濠州任知州，之後才復召為史館修撰。而畢士安則接任翰林學士之位。
淳化三年，因趙普身故，時為右諫議大夫之范杲被派遣代任鴻臚卿協助辦理趙普之喪事。
淳化四年，因為宋太祖趙匡胤朝代之典籍尚未完備，趙炅就召范杲、吏部侍郎兼秘書監李至、翰林學士張洎及同為史館修撰之張佖同修國史。范杲得知被召後非常高興，以為提升官職，晨夜趨進。去到宋州，遇見朗州通判錢熙，范杲就問錢熙知否朝廷將其遷作何官，錢熙就答范杲，趙炅只召范杲重修《太祖寶錄》而已，范杲只好一直默不作聲。之後范杲更染疾，到達京師之後一個月就身故，終年五十六歲。而范杲兩子則因此得到趙炅憐憫而獲得錄用。

## 為人
而史書記載范杲為人虛誕，喜說笑，治民非其所長，不善人際關係，惟獨與柳開友好，更相互標榜，時稱“柳、范”。范杲不善謀生計，家日益貧窮，終日端坐，不知生計所出。

## 作品
- 《講聖》

「千里版圖來浙右，一聲金鼓下河東。」
- 《寄宣議大師英公》

「西游久不得師書，睹物相思展篆圖。情厚未忘蓮社約，分深曾伴橘洲居。青雲作陣宜長臥，白酒資吟莫破除。見說近來揮彩筆，字皆飛動有功夫。」